# Физиом
Физио́м — совокупность физиологических функций организма. Термин происходит от "physio-" (природа) и "-ome" (в целом). Физиом описывает физиологическую динамику нормального здорового организма, основываясь на информации о его структуре (геном, протеом, и morphome).

## Общие сведения
Под физиомом понимают «количественное описание физиологической динамики и функционального поведения интактного организма», т. е. физиологическое описание состояния отдельного индивидуума или «усреднённого представителя» биологического вида, или его функционального поведения. В самом широком смысле этим термином обозначают отношения на разных уровнях организации биологического существа: от генома до целостного организма и от функционального поведения в регуляции генов.
Научные исследования развиваются в рамках международного и нескольких национальных проектов «Физиом».

## Проект «Физиом»

### История
Международный проект «Физиом» (англ.: the Physiome Project) был представлен Совету Международного союза физиологических наук (IUPS) на 32-м Всемирном конгрессе в 1993 году. Официально он стартовал на сателлитном симпозиуме Международного союза физиологических наук (IUPS) в Санкт-Петербурге в 1997 году.
По проекту «Физиом» работы проводятся во многих высокоразвитых странах. Соответствующая научно-исследовательская программа утверждена в США, где в 2003 году была создана Межведомственная группа моделирования и анализа (IMAG), которая начиналась с рабочей группы, состоявшей из девяти организаций Национального института здоровья (NIH) и трёх секций Национального научного фонда (NSF). Также собственные национальные проекты «Физиом» развивают Япония и некоторые страны Европейского Союза.
Проект «Российский Физиом» был анонсирован в конце 2017 года; его развивают как математическую физику биообъектов.

### Основные цели и задачи
Международный проект «Физиом» имеет целью объяснить, каким образом каждый компонент организма работает в качестве части интегрированного целого, «чтобы помочь с пониманием сложных физиологических систем посредством использования основанных на биофизике математических моделей, выстраивающих связи от генов к целостным организмам».
В качестве основных задач проекта «Физиом» были указаны следующие:
- количественный физиологический анализ с целью связать знания из физиологии с теориями онтогенеза и эволюции для получения всеобъемлющих теорий «логики жизни»;
- перенос биологических исследований из натурных экспериментов in vivo и in vitro в вычислительные эксперименты in silico с той же степенью надёжности и достоверности получаемых научных результатов и с удешевлением работ по достижению таких результатов;
- обслуживание нужд персонализированной медицины.

Одной из задач проекта «Физиом» является создание базы данных математических моделей структуры и физиологических функций живых организмов, от белков до органов и индивидуумов. В рамках проекта IUPS Physiome, эта задача включает в себя создание интегрированных моделей компонентов организма, таких как отдельные органы, ткани или клетки, а также регуляторные системы (эндокринная и нервная) и биохимические и физические процессы, лежащие в их основе.
Задача для биологических наук в XXI веке состоит в том, чтобы интегрировать информацию секвенирования генома в лучшее понимание биологии, физиологии и патологии человека. Такие попытки интеграции приводят мир к новому поколению биологических наук и биоинженерии, где биологическую, физиологическую и патологическую информацию от людей и других живых животных можно количественно описать in silico в разных масштабах времени и пространственного размера и через различные иерархии организации — от молекул к клеткам и органам, и затем к целостному человеческому организму.

### Основные принципы
На основании обобщения опыта предыдущих лет развития проекта «Физиом» были сформулированы  следующие новые принципы.

#### Интегративный подход
Как один из основных принципов проекта «Физиом» был указан интегративный подход. Термин «интеграционизм» (англ.: integrationism) был предложен в 2000 г. для обозначения интегративного подхода, сочетающего преимущества и редукционизма, и холизма. В 2018 г. было предложено понимать интегративный подход (интегративизм) в математической физике биологических объектов как разумное сочетание преимуществ редукционизма и холизма в решении задач биологии методами математической физики. В начале XXI века возникло новое научное течение, обозначенное как интегративная физиология, — которая, как ожидается, должна стать «очень количественной» (англ.: «highly quantitative») и, следовательно, одной из наиболее компьютеризованных дисциплин.

#### Многоуровневое рассмотрение
Необходимость «многоуровневого рассмотрения» (англ. multiscale analysis) в качестве одного из центральных принципов проекта «Физиом». Под ней понимают то, что сложные системы, такие как сердце, «неизбежно состоят из элементов различной природы, пространственно выстроенных в иерархическую структуру», — что требует сочетания разных типов моделирования, используемых на разных уровнях организации биосистемы, поскольку «попытки моделировать на уровне органов и систем так же, как на молекулярном и клеточном уровнях, невозможны и не приводят к пониманию». «Анализ сверху донизу сам по себе недостаточен, и это, следовательно, является ещё одним оправданием для подхода среднего уровня» (англ. middle-out approach).

#### Модульность
Другим важным принципом, декларированный в проекте «Физиом», является принцип модульности в биологических системах (англ. modularity in biological systems). Принцип модульности подразумевает то, что модули также должны быть сменными, чтобы обеспечить соответствующий выбор для определенной цели. Например, при инфаркте и замещении нормального миокарда рубцом ткань теряет способность сжиматься и потому действует как пассивный эластичный материал — и это потребует произвести локально смену математической модели для описания новой ситуации. Кроме того, модули, стоящие на более высоких уровнях иерархии (орган, ткань), непременно представляют более сложные биологические функции, поэтому обычно их при вычислениях стараются упростить. Технически для взаимной совместимости модулей требуется некоторая стандартизация дизайна биологических систем.  Принцип модульности порождает задачу автоматизации выбора подстановки в общую модель модуля, который обеспечит приемлемый уровень упрощения для актуальной задачи, и проблему использования искусственного интеллекта для осуществления таких подстановок и для возврата к нередуцированной, полностью детализированной форме модели. Такая автоматизация имеет критическое значение при использовании моделей в ситуациях проведения диагностики или клинического мониторинга.

#### Смена концепции причинности
Декларирована в проекте «Физиом» смена концепции причинности: «В многоуровневых системах с петлями обратных и прямых связей между уровнями разного масштаба не может существовать привилегированного уровня причинности», потому как высокоуровневые функции вовсе не «возникают» непосредственно из молекулярных событий, а развиваются как результат управляющего воздействия естественного отбора, определившего их значение для системы. «Системные свойства» следует выводить из описания целостной системы, а не её компонент.
Развивая эту концепцию, Денис Нобл предложил обозначить её как принцип «биологической относительности», которая может рассматриваться как «расширение принципа относительности, путём избегания предположения о том, что существует привилегированная шкала, в которой определяются биологические функции».

### Достижения
С целью повышения эффективности повторного использования моделей и обмена ими среди исследователей, а также для разработки больших, многоуровневых моделей, были разработаны специальные языки, используемые для описания вычислительных моделей в области системной биологии и физиологии, такие как язык разметки системной биологии (SBML), CellML и язык разметки физиологической иерархии (PHML). Начиная с 2011 года была разработана универсальная платформа PhysioDesigner, предназначенная  для многоуровневого моделирования физиологических систем на основе PHML и для разработки многоуровневых физиологических моделей.

### Проблемы
Во время повторного использования моделей их приходится порой модифицировать, то есть расширять, исправлять и уточнять. Повторное использование моделей из базы данных BioModels и хранилища моделей международного проекта «Физиом» всё ещё затрудняется по причине отсутствия доверия и отсутствия надлежащим образом оформленной документации.

### Книги
1. ↑  Taishin Nomura, Yoshiyuki Asai. Harnessing Biological Complexity: An Introduction to Computational Physiology. — Tokyo: Springer, 2011. — X, 190 с. — (A First Course in “In Silico Medicine”). — ISBN 978-4-431-53879-0. — doi:10.1007/978-4-431-53880-6.
2. ↑  Семенова Л. М. Интегративная физиология / под ред. Л. М. Семенова, С. В. Куприянов. — Чебоксары: Изд-во Чуваш. ун-та, 2015. — 334 с. — ISBN 978-5-7677-2064-4.

### Статьи
1. ↑  Hunter, Peter J., Thomas K. Borg. Integration from proteins to organs: the Physiome Project (англ.) // Nature reviews. Molecular cell biology : журнал. — 2001. — Vol. 4, no. 3. — P. 237—243. — doi:10.1038/nrm1054.. — PMID 12612642.
2. 1 2 3 4 5 6  Crampin E. J., Halstead M., Hunter P., Nielsen P., Noble D., Smith N., Tawhai M. Computational physiology and the physiome project (недоступная ссылка — история) (англ.) // Exp. Physiol. : журнал. — 2004. — Vol. 89, no. 1. — P. 1—26. — ISSN 0958-0670. — doi:10.1113/expphysiol.2003.026740. — PMID 15109205.
3. 1 2 3 4  Kohl P., Noble D., Winslow R. L., Hunter P. J. Computational modelling of biological systems: tools and visions (англ.) // Philos. Trans. R. Soc. Lond. A. : журнал. — 2000. — Vol. 358, no. 1766. — P. 579—610. — ISSN 1471-2962. — doi:10.1098/rsta.2000.0547.
4. ↑  Москаленко А. В., Тетуев Р. К., Махортых С. А. История становления математической физики сердца в России // Препринты ИПМ им. М.В.Келдыша : журнал. — 2018. — № 61. — С. 1—32. — ISSN 2071-2901. — doi:10.20948/prepr-2018-61.
5. 1 2  Bassingthwaighte J., Hunter P., Noble D. The Cardiac Physiome: perspectives for the future (англ.) // Exp Physiol.. — 2009. — Vol. 94, no. 5. — P. 597—605. — doi:10.1113/expphysiol.2008.044099.
6. ↑  Noble D.,. A theory of biological relativity: no privileged level of causation (англ.) // Interface Focus. — 2012. — Vol. 2, no. 1. — P. 55—64. — doi:10.1098/rsfs.2011.0067. — PMID 23386960.
7. ↑  Yoshiyuki Asai, Takeshi Abe, Hideki Oka et all. A versatile platform for multilevel modeling of physiological systems: SBML-PHML hybrid modeling and simulation (англ.) // Adv Biomed Eng. — 2014. — Vol. 3. — P. 50—58. — doi:10.14326/abe.3.50.
8. ↑  Scharm, M., Gebhardt T., Touré V., Bagnacani A., Salehzadeh-Yazdi A., Wolkenhauer O., Waltemath D. Projects Model management solutions for computational biology (англ.) // BMC Systems Biology : журнал. — 2018. — Vol. 12, no. 53. — doi:10.1186/s12918-018-0553-2.